# Ongo Niua
Ongo Niua (tongaisch Dual die beiden Niuas), auch Niuas, sind eine Inselgruppe im südlichen Pazifik, die politisch zum Königreich Tonga gehört. Der weit im Norden Tongas gelegene Archipel umfasst drei Inseln:
| Insel        | Hauptort | Fläche (km²) | Bevölkerung (2021) | Höhe (Meter) | Koordinaten                   |
| ------------ | -------- | ------------ | ------------------ | ------------ | ----------------------------- |
| Niuafoʻou    | ʻEsia    | 50,27        | 430                | 250          | 15° 36′ 12″ S, 175° 38′ 13″ W |
| Niuatoputapu | Hihifo   | 18,00        | 690                | 157          | 15° 57′ 34″ S, 173° 47′ 0″ W  |
| Tafahi       | Tafahi   | 3,42         | 28                 | 546          | 15° 51′ 0″ S, 173° 45′ 0″ W   |
| Niuas        | Hihifo   | 71,69        | 1148               | 546          | 15° 58′ S, 173° 47′ W         |

Diese Inseln sind die aus dem Meer ragenden Spitzen unterseeischer Vulkane, die zum Teil bis in die jüngste Zeit aktiv waren. Die Niua-Gruppe wurde 1616 von Willem Cornelisz Schouten und Jacob Le Maire während ihrer Weltumseglung mit den Schiffen Eendracht und Hoorn für Europa entdeckt.
| Insel        | Tongatapu | Neiafu |
| ------------ | --------- | ------ |
| Niuafoʻou    | 615       | 380    |
| Niuatoputapu | 595       | 300    |
| Tafahi       | 608       | 312    |

## Verwaltung
Die Inselgruppe Ongo Niua bildet eine der fünf Divisionen, der obersten Verwaltungseinheiten des Königreichs Tonga. Sie wird in zwei Distrikte gegliedert. Die Insel Niuafoʻou bildet den gleichnamigen Distrikt Niuafoʻou; die Inseln Niuatoputapu und Tafahi formen gemeinsam den Distrikt Niuatoputapu.